# Down on Sunset (album Thomasa Andersa)
Down on Sunset – trzeci album niemieckiego piosenkarza Thomasa Andersa, wydany 1 września 1992 roku.

## Lista utworów
| Nr  | Tytuł utworu                           | Długość |
| --- | -------------------------------------- | ------- |
| 1.  | „How Deep Is Your Love”                | 4:04    |
| 2.  | „You Have Rescued Me”                  | 3:50    |
| 3.  | „My One And Only”                      | 4:02    |
| 4.  | „Across The World Tonight”             | 4:47    |
| 5.  | „Standing Alone” (oraz Glenn Medeiros) | 3:56    |
| 6.  | „Laughter In The Rain”                 | 3:13    |
| 7.  | „Turn Around”                          | 3:54    |
| 8.  | „If You Could Only See Me Now”         | 3:47    |
| 9.  | „A Little At A Time”                   | 3:34    |
| 10. | „Thru With Love”                       | 4:22    |
| 11. | „Cruising Down On Sunset”              | 3:08    |
|     |                                        | 42:37   |

Na podstawie Discogs.